# Metairie
Metairie ist eine Siedlung auf gemeindefreiem Gebiet im Jefferson Parish im US-amerikanischen Bundesstaat Louisiana und Vorort von New Orleans. Zu statistischen Zwecken wurde der politisch unselbstständige Ort als Census-designated place (CDP) ausgewiesen. Im Jahr 2020 hatte Metairie 143.507 Einwohner.

## Name
Die ursprüngliche Schreibweise, Métairie, ist ein französischer Ausdruck für eine gepachtete Farm, die der Grundbesitzer mit einem Teil seiner Ernte bezahlte, so wie es in dieser Gegend im frühen 19. Jahrhundert üblich war.

## Geografische Daten
Metairie liegt im östlichen Jefferson Parish und grenzt an New Orleans im Osten, Kenner im Westen, Lake Pontchartrain im Norden und Airline Highway im Süden.
Der „17th Street Canal“ bildet die Grenze zwischen Metairie und New Orleans.

## Sport und Freizeit
Metairie war von 1993 bis 2019 die Heimat des Baseballteams New Orleans Zephyrs (ab 2017 New Orleans Baby Cakes) aus der Pacific Coast League. Die New Orleans Saints aus der National Football League (NFL) und die New Orleans Pelicans aus der National Basketball Association (NBA) nutzen das Ochsner Sports Performance Center in Metairie als ihr Trainingsgelände.
In der Region Metairie befinden sich zahlreiche Freizeitparks, Sportstätten und andere Anlagen zur Freizeitgestaltung. Viele dieser Spielwiesen organisieren sportliche Wettkämpfe beispielsweise Fußball, Baseball und Basketball. Manche Parks haben auch andere Programme, etwa günstige Klavierstunden. Die bekanntesten „Playgrounds“ sind:
- Lafreniere Park, Delta Playground, Pontiff Playground,
- Miley Playground, Girard Playground,
- Cleary Playground und Johnny Bright Playground.

## Geschichte
Metairie wurde zuerst von Franzosen im späten 18. Jahrhundert entlang einer Gegend namens Metairie Ridge besiedelt, einem natürlichen Damm, der von einem Bayou geformt wurde. Daraus wurde eine Art Straßensiedlung namens "Metairie Road". Um 1920 wurde eine elektrische Straßenbahn eingeführt, die die Metairie Road entlangfuhr und zur Weiterentwicklung der Gegend beitrug. Wenig später wurden die teuren Grundstücke am Straßenrand bebaut; das Gebiet ist heute als Old Metairie bekannt und das angesehenste Viertel der Gegend. Die Besiedelung der restlichen Gegend erfolgte erst nach dem Zweiten Weltkrieg.

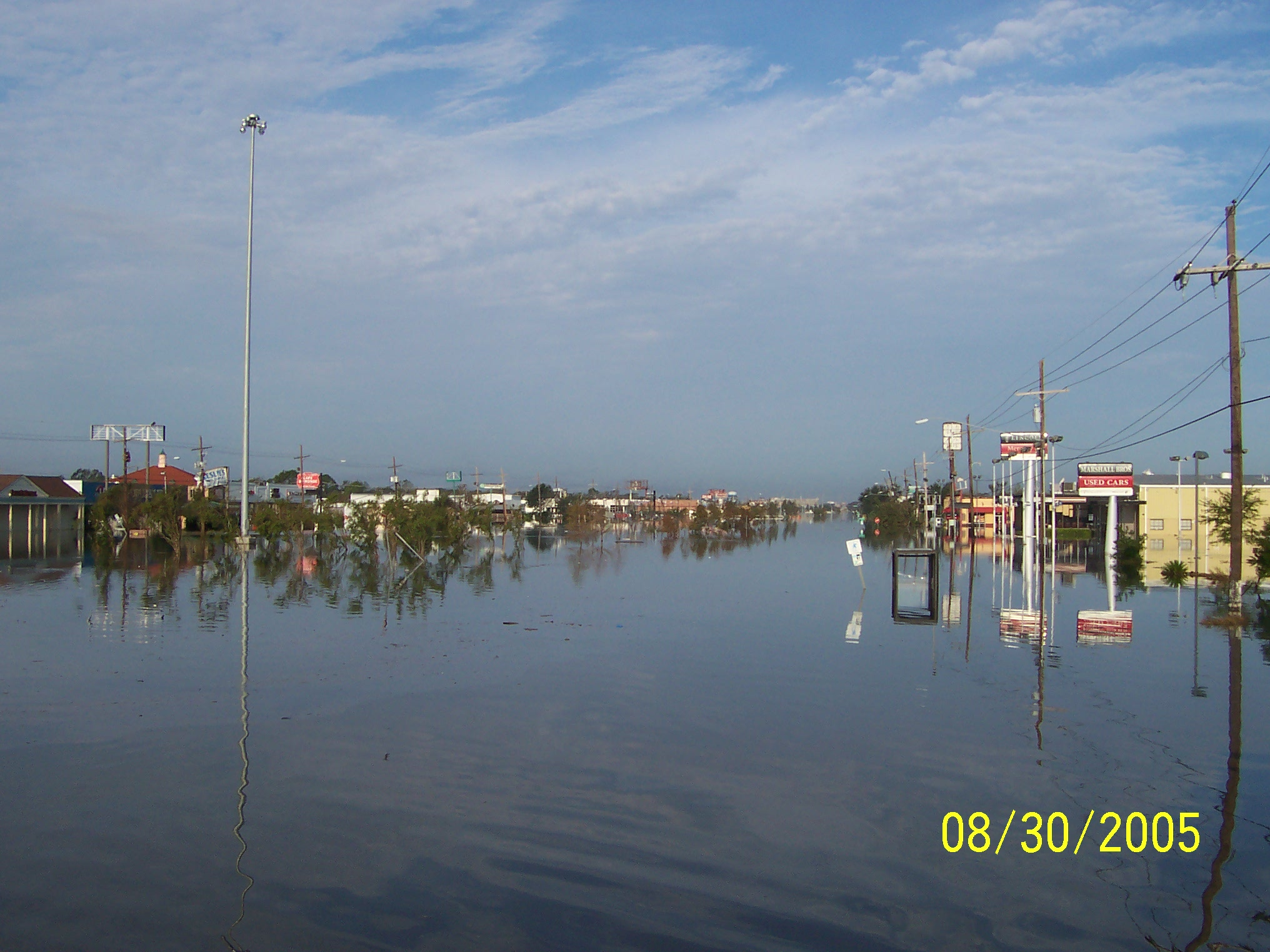
Metairie nach Katrina

Der Veterans Boulevard wurde das Geschäfts- und Handelszentrum der Region; das Hauptgeschäftsbezirk von Metairie ist auf dem Causeway Blvd. nahe dem Lake Pontchartrain zu finden. Metairie hat auch eines der wenigen großen Einkaufszentren in New Orleans, das Lakeside Shopping Center.
In den 1970ern und frühen Achtzigern etablierte sich ein Areal mit Bars und Nachtclubs in einem Gebiet von Metairie, das als Fat City bekannt ist. Metairie hat eine Karnevalstradition, die sich als eine familienfreundlichere Version des Mardi Gras anpreist.
Die Region war 2005 wie New Orleans von Hurrikan Katrina betroffen und wurde teilweise zerstört und überschwemmt.

## Bevölkerung
Nach der Volkszählung im Jahr 2010 lebten in Metairie 138.481 Menschen in 59.915 Haushalten. Die Bevölkerungsdichte betrug 2408,4 Einwohner pro Quadratkilometer. In den 59.915 Haushalten lebten statistisch je 2,3 Personen.
Ethnisch betrachtet setzte sich die Bevölkerung zusammen aus 80,0 Prozent Weißen, 10,4 Prozent Afroamerikanern, 0,3 Prozent amerikanischen Ureinwohnern, 3,3 Prozent Asiaten sowie 4,0 Prozent aus anderen ethnischen Gruppen; 2,0 Prozent stammten von zwei oder mehr Ethnien ab. Unabhängig von der ethnischen Zugehörigkeit waren 12,6 Prozent der Bevölkerung spanischer oder lateinamerikanischer Abstammung.
19,5 Prozent der Bevölkerung waren unter 18 Jahre alt, 63,4 Prozent waren zwischen 18 und 64 und 17,1 Prozent waren 65 Jahre oder älter. 51,3 Prozent der Bevölkerung war weiblich.

Das mittlere jährliche Einkommen eines Haushalts lag bei 52.150 USD. Das Pro-Kopf-Einkommen betrug 32.281 USD. 10,7 Prozent der Einwohner lebten unterhalb der Armutsgrenze.

## Persönlichkeiten
- Robert M. Groves (* 1948), Direktor des United States Census Bureau
- Ellen DeGeneres (* 1958), Schauspielerin, Moderatorin und Komikerin
- Amy Coney Barrett, (* 1972), Bundesrichterin am Obersten Gerichtshof der USA
- Ashley Scott (* 1977), Schauspielerin
- Mike Scifres (* 1980), American-Football-Spieler
- Randal Despommier (* ≈1982), Jazzmusiker
- Lucas Kozeniesky (* 1995), Sportschütze
- Evan Cory (* 1997), Volleyballspieler
- Madison Wolfe (* 2002), Schauspielerin